# Trincomalee (Schiff)
Die Trincomalee, auch HMS Trincomalee, ist eine 1817 für die Royal Navy gebaute Fregatte. Sie ist das älteste noch schwimmende Schiff Großbritanniens.
Die Trincomalee gehört zu den Fregatten der erfolgreichen und zahlreichen britischen Leda-Klasse, zu denen auch HMS Shannon und HMS Unicorn zählen. Die Klasse wurde nach den Linien der französischen Hebé gebaut, die 1782 als Prise in britische Hände fiel. Die Trincomelee war eines von 15 Exemplaren der ursprünglichen Bauform der Leda-Klasse. Bis 1832 liefen weitere 25, mit Rundheck modifizierte Schiffe vom Stapel. Zur letzteren Variante zählt die Unicorn.
Die Trincomalee ist 150 britische Fuß lang, 40 breit und war ursprünglich als 46-Kanonen-Fregatte klassifiziert. Als Bewaffnung waren 28 18-Pfünder-Kanonen auf dem Batteriedeck, auf Back und Achterdeck 16 32-Pfünder-Carronaden und 4 9-Pfünder-Kanonen vorgesehen (total 48, zwei Geschütze mehr als nach der nominellen Klassifizierung).

## Geschichte
Die Trincomalee wurde auf der Werft Bombay Dockyard in Bombay im Jahre 1817 gebaut, da in Großbritannien zu dieser Zeit aufgrund der Napoleonischen Kriege Holzmangel herrschte.
Das Schiff wurde nach der Schlacht bei der ceylonesischen Stadt Trincomalee benannt, die 1782 zwischen einem britischen und einem französischen Geschwader stattgefunden hatte.
Nach ihrer Fertigstellung im Jahr 1818 wurde die Trincomalee nach England überführt, wo sie am 29. März 1819 bei Spithead eintraf. Nach der Ankunft wurde das Schiff abgetakelt, mit einem Schutzdach versehen und in Reserve gelegt. Erst 30 Jahre nach dem Stapellauf wurde die Trincomalee als Kriegsschiff aktiviert. Zwar war die Trincomalee als Fregatte gebaut worden, gemessen am aktuellen Standard der nun weit größeren und schwerer bewaffneten Fregatten war sie für diese Rolle aber zu klein. Daher wurde sie für den Dienst als Korvette ausgerüstet und mit einer modernen Bewaffnung versehen. Von 1847 bis 1850 tat das Schiff auf der westindischen und nordamerikanischen Station Dienst, von 1852 bis 1857 auf der pazifischen. Nach der Rückkehr nach England wurde die Trincomalee erneut aufgelegt und diente zwischen 1862 und 1895 als Ausbildungsschiff der Royal Navy.

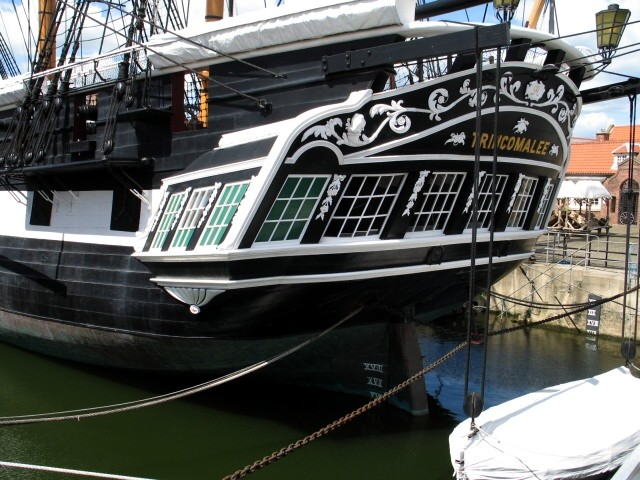
Ansicht des 1845 modifizierten Hecks

1897 sollte die Trincomalee zum Abwracken verkauft werden. Als Käufer fand sich jedoch George Wheatley Cobb, der sie reparieren ließ und zu Ehren der HMS Foudroyant, die 1897 zerstört wurde, umbenannte. Zusammen mit HMS Implacable diente sie fortan als Trainingsschiff für Jugendliche, wobei das Schiff von 1959 bis 1992 dem Foudroyant Trust gehörte.
Von 1990 bis 2002 wurde das Schiff grundlegend restauriert und wieder in HMS Trincomalee rückbenannt. Es befindet sich derzeit als Museumsschiff im historischen Teil der Docks von Hartlepool. Bauzustand und Ausrüstung (z. B. die Geschützattrappen) des wiederhergestellten Schiffs entsprechen weitgehend dem Aussehen einer Fregatte um 1815. Dabei wurde der Achterspiegel in der bei der Umrüstung zur Korvette leicht veränderten Form von 1845 belassen.